# Kain i Artiom
Kain i Artem (ros. Каин и Артём, Kain i Artiom) – radziecki film  dramatyczny z 1929 roku w reżyserii Pawieła Pietrowa-Bytowa. Film powstał na podstawie opowiadania Maksima Gorkiego o tym samym tytule.

## Fabuła
Akcja filmu rozgrywa się w jednym z nadwołżańskich miast w przedrewolucyjnej Rosji. Młoda żona handlowca zakochuje się w tragarzu Artiomie i pragnie wyjechać z nim na wieś. Zazdrosny mąż zleca pobicie jej kochanka. Cudem ocalałego Artioma znajduje Żyd - szewc Kain. W okresie rekonwalescencji chłopak przysłuchuje się rozmowom rewolucjonistów, którzy zbierają się w domu Kaina, i czyta zakazaną literaturę.

## Obsada
- Emil Gal jako Kain
- Nikołaj Simonow jako Artiom
- Jelena Jegorowa jako żona handlowca
- Gieorgij Uwarow jako mąż